# Emile Smith Rowe
Emile Smith Rowe (Londres, Inglaterra, Reino Unido, 28 de julio de 2000) es un futbolista británico que juega de centrocampista en el Fulham F. C. de la Premier League.

## Trayectoria
Tras formarse en las filas inferiores del Arsenal F. C., finalmente en 2018 ascendió al primer equipo, haciendo su debut el 20 de septiembre en un encuentro de la Liga Europa de la UEFA contra el Vorskla Poltava que finalizó con un resultado de 4-2 a favor del club londinense tras sustituir a Alex Iwobi en el minuto 70. Su primer gol con el club llegó el 4 de octubre de 2018, también en un encuentro de la Liga Europa de la UEFA, contra el Qarabağ. En enero de 2019 fue cedido hasta final de temporada al R. B. Leipzig. Tras regresar al conjunto londinense, en enero de 2020 fue prestado hasta final de temporada al Huddersfield Town. Después de esta segunda cesión se acabó asentando en el primer equipo, jugando 33 partidos durante la campaña 2020-21. Antes de empezar la siguiente firmó un nuevo contrato de larga duración y pasó a llevar el número 10 en su camiseta.
En agosto de 2024 puso fin a su etapa en el Arsenal F. C. después de ser traspasado al Fulham F. C., equipo con el que firmó por cinco años.

## Selección nacional
Ha sido internacional con Inglaterra desde la categoría sub-16 hasta la sub-21. En octubre de 2017 participó con la selección sub-17 en el Mundial de la categoría en el que fueron campeones.
El 8 de noviembre de 2021 fue convocado por primera vez con la selección absoluta para los partidos de clasificación para el Mundial 2022 ante Albania y San Marino, debutando cuatro días después ante los albaneses. Ante San Marino salió de titular y marcó su primer gol, contribuyendo así a la clasificación de Inglaterra para la cita mundialista.

## Estadísticas

### Clubes
Actualizado al último partido disputado el 25 de mayo de 2025.
| Club                                  | Div.          | Temporada     | Liga  | Liga  | Copas nacionales | Copas nacionales | Copas internacionales | Copas internacionales | Total | Total |
| Club                                  | Div.          | Temporada     | Part. | Goles | Part.            | Goles            | Part.                 | Goles                 | Part. | Goles |
| ------------------------------------- | ------------- | ------------- | ----- | ----- | ---------------- | ---------------- | --------------------- | --------------------- | ----- | ----- |
| Arsenal F. C. Inglaterra              | 1.ª           | 2018-19       | 0     | 0     | 2                | 1                | 4                     | 2                     | 6     | 3     |
| R. B. Leipzig · Alemania              | 1.ª           | 2018-19       | 3     | 0     | 0                | 0                | 0                     | 0                     | 3     | 0     |
| R. B. Leipzig · Alemania              | Total club    | Total club    | 3     | 0     | 0                | 0                | 0                     | 0                     | 3     | 0     |
| Arsenal F. C. Inglaterra              | 1.ª           | 2019-20       | 2     | 0     | 1                | 0                | 3                     | 0                     | 6     | 0     |
| Huddersfield Town A. F. C. Inglaterra | 2.ª           | 2019-20       | 19    | 2     | 0                | 0                | ―                     | ―                     | 19    | 2     |
| Huddersfield Town A. F. C. Inglaterra | Total club    | Total club    | 19    | 2     | 0                | 0                | 0                     | 0                     | 19    | 2     |
| Arsenal F. C. Inglaterra              | 1.ª           | 2020-21       | 20    | 2     | 2                | 1                | 11                    | 1                     | 33    | 4     |
| Arsenal F. C. Inglaterra              | 1.ª           | 2021-22       | 33    | 10    | 4                | 1                | ―                     | ―                     | 37    | 11    |
| Arsenal F. C. Inglaterra              | 1.ª           | 2022-23       | 12    | 1     | 1                | 0                | 1                     | 0                     | 14    | 1     |
| Arsenal F. C. Inglaterra              | 1.ª           | 2023-24       | 13    | 0     | 3                | 0                | 3                     | 0                     | 19    | 0     |
| Arsenal F. C. Inglaterra              | Total club    | Total club    | 80    | 13    | 13               | 3                | 22                    | 3                     | 115   | 19    |
| Fulham F. C. Inglaterra               | 1.ª           | 2024-25       | 34    | 6     | 6                | 0                | ―                     | ―                     | 40    | 6     |
| Fulham F. C. Inglaterra               | Total club    | Total club    | 34    | 6     | 6                | 0                | 0                     | 0                     | 40    | 6     |
| Total carrera                         | Total carrera | Total carrera | 136   | 21    | 19               | 3                | 22                    | 3                     | 177   | 27    |

## Palmarés

### Títulos nacionales
| Título           | Club          | País       | Año  |
| ---------------- | ------------- | ---------- | ---- |
| Community Shield | Arsenal F. C. | Inglaterra | 2020 |
| Community Shield | Arsenal F. C. | Inglaterra | 2023 |

### Títulos internacionales
| Título          | Club (*)          | País              | Año  |
| --------------- | ----------------- | ----------------- | ---- |
| Mundial sub-17  | Inglaterra sub-17 | India             | 2017 |
| Eurocopa sub-21 | Inglaterra sub-21 | Georgia · Rumania | 2023 |

(*) Incluyendo la selección.